# Sonja Embacher
Sonja Embacher (* 8. Januar 1980 in Kitzbühel) ist eine österreichische Sportschützin und Bezirks-Sportleiterin Luftgewehr in Kufstein.

## Leben
Embacher lebt in Söll am Wilden Kaiser. Ihre bevorzugte Disziplin ist Luftgewehrschießen.
Sonja Embacher schießt in der ÖSB-Luftgewehrbundesliga 2010/11 für die SG Söll.

## Erfolge

### International
- 2004 25. Weltcup Sydney, AUS (Luftgewehr)
- 2004 5. Europameisterschaft Győr, HUN (Luftgewehr)
- 2004 4. Weltcup Mailand, ITA (Luftgewehr)
- 2005 5. Weltcup Mailand, ITA (Luftgewehr)
- 2005 15. Weltcup Fort Benning, USA (Luftgewehr)
- 2009 20. Weltcup Mailand, ITA (Luftgewehr)[2]
- 2010 8. IWK Tyrol in Innsbruck, AUT (Luftgewehr)[3]
- 2010 21. WM München, GER (Luftgewehr)[4]

### National
- 2008 1. Österreichische Staatsmeisterschaft (Luftgewehr-Team)[5]
- 2009 1. Österreichische Staatsmeisterschaft (Luftgewehr-Team)[6]
- 2009 1. Österreichische Staatsmeisterschaft (Armbrust-Team).[7]
- 2010 10. Österreichische Staatsmeisterschaft (Luftgewehr)[8]
- 2010 1. Österreichische Staatsmeisterschaft (Luftgewehr-Team)[9]
- 2010 1. Österreichische Staatsmeisterschaft (Kleinkaliber Liegend)[10]
- 2010 1. Österreichische Staatsmeisterschaft (Kleinkaliber Liegend-Team)[11]
- 2011 1. Österreichische Staatsmeisterschaft (Luftgewehr)
- 2011 1. Österreichische Luftgewehrbundesliga (mit Söller Sportschützen)[12]